# Siège de Pouancé (1432)
Vous lisez un « bon article » labellisé en 2009.
Pour les articles homonymes, voir Siège de Pouancé.
Guerre de Cent Ans
Le siège de Pouancé de 1432 (également appelé troisième siège de Pouancé) est lié au différend qui opposa Jean II d'Alençon à son oncle, Jean V de Bretagne. Il fait suite aux sièges qu'a subis la ville de Pouancé en 1066 et en 1379.
Bien qu'il voit s'affronter Anglais, Bretons et Français dans le contexte de la guerre de Cent Ans, ce conflit trouve son origine dans une dispute familiale de nature financière.

## Contexte
Ce conflit prend place dans la dernière phase de la guerre de Cent Ans. Jeanne d'Arc avait été brûlée un an auparavant et la situation militaire des Anglais se dégradait : ils n'occupaient qu'en partie la Picardie et la Champagne et ne contrôlaient qu'imparfaitement l'Île-de-France. Ils étaient de plus en plus perçus comme des occupants et les soulèvements se multipliaient.
En tant que comtes de Richmond, les ducs de Bretagne entretenaient des liens étroits avec l'Angleterre, mais Jean V ne resta pas fidèle à ce lien. Il s'allia d'abord aux Français, puis entama une politique de bascule entre les deux belligérants : bien que signataire du traité de Troyes, il autorisa son frère Arthur III de Bretagne à combattre du côté français.

## Origine du conflit
Marie de Bretagne, fille de Jean IV de Bretagne, avait été mariée en 1396 à Jean Ier, comte d'Alençon. Mais la dot de 30 000 livres que devait apporter Marie de Bretagne pour ce mariage n'avait été payée qu'en partie : c'est ce problème financier qui fut à l'origine du différend entre les deux maisons.
Jean II naquit de cette union en 1409, six ans avant que son père Jean Ier disparaisse lors de la bataille d'Azincourt. À quinze ans, Jean II s'engagea lui-même dans le combat contre les Anglais. Lors de la bataille de Verneuil (17 août 1424), ces derniers le firent prisonnier. Il ne dut sa libération, en 1429, qu'au versement d'une forte rançon se montant à 200 000 écus. Afin de la payer, il dut mettre en vente sa place forte de Fougères que le fils de Jean IV, son oncle Jean V, duc de Bretagne, s'empressa d'acquérir pour 120 000 écus, renforçant ainsi sa position sur la frontière franco-bretonne. Ce dernier reçut peu après (Noël 1431), la visite à Nantes de son neveu Jean II. Celui-ci, manquant d'argent, espérait obtenir le versement de la part non-versée de la dot de sa mère, soit 15 000 livres. Jean V différant toujours le paiement, il se résolut à faire pression sur son oncle et tenta dans ce but d'enlever son cousin, le comte de Montfort, en vain. Ce fut finalement Jean de Malestroit, évêque de Nantes et chancelier du duc qui fut la victime. Jean II conduisit son otage au château de La Flèche puis, après l'échec des négociations, le fit venir à Pouancé en attendant que la dot soit versée.

## Déroulement

### La mise en place du siège
Devant l'échec des discussions, Jean V leva des troupes à Rennes et dans ses environs. Il en remit le commandement à son gendre, Guy XIV de Laval, et leur donna l'ordre d'assiéger Pouancé où se trouvait le duc d'Alençon, sa mère et sa femme, et où était emprisonné Jean de Malestroit. Il se rendit à Châteaubriant pour pouvoir suivre plus facilement l'évolution de l'opération.
Les forces bretonnes, à demi-préparées, se mirent en marche vers Pouancé malgré les rigueurs de la saison : « Le froid étoit si violent, que la glace portoit les chevaux et les chariots ». Elles arrivèrent en vue de la ville le matin du 6 janvier et commencèrent l'attaque sur le flanc ouest de la forteresse, c'est-à-dire sur le côté de l'enceinte dirigé vers la Bretagne. La garnison de la ville était défendue par un faible nombre de soldats, insuffisant pour résister à l'armée bretonne. Aussi, le duc d'Alençon se décida à quitter en secret la forteresse pour aller se réfugier à Château-Gontier afin de monter une contre-attaque. Il envoya l'un de ses capitaines favori, Ambroise de Loré, à La Guerche avec l'ordre de venir en aide aux assiégés de Pouancé. Celui-ci trouva l'occasion de faire rentrer par une « fausse porte » quarante bons soldats, « dont ceux de dedans furent fort réjouis ».

### Renforts bretons et anglais
Jean V, mécontent d'apprendre que des renforts avaient pu parvenir à l'intérieur du château de Pouancé, resserra l'étau sur la ville. Après avoir envoyé des gens d'armes demander le soutien d'Henri, roi d'Angleterre, il obtint que des compagnies anglaises stationnées dans le Maine et la Basse-Normandie viennent renforcer son armée :
- George Riguemen, écuyer anglais stationné à Vannes, avec 240 chevaux ;
- John Fastolf, avec 100 lances et 160 archers ;
- Sir d'Ulby, capitaine anglais, avec 300 lances et 1 000 archers ;
- le bâtard de Salisbury et Jean Herpelay, avec « grand nombre de gens[10] » ;
- Richard Hollande, Thomas Allouin et Robin Geneson, écuyers de la garnison d'Avranches, « avec quelques gens[10] »;
- le sieur de Scales[8].

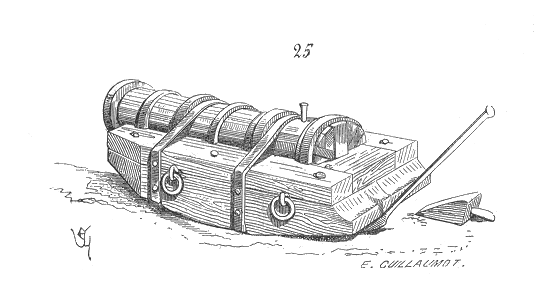
Reproduction d'une bombarde, par E. Guillaumot, in Dictionnaire raisonné de l'architecture française du XIe siècle au XVIe siècle, par Eugène Viollet-le-Duc, 1856.

Avec ces compagnies en renfort, on donna également à Jean V quatre petits canons en cuivre et un grand en fer avec vingt-quatre boulets de fer pour celui-ci.
Dans le même temps, le duc de Bretagne envoya des ordres au Trégor et au Léon pour faire avancer des troupes de la Basse-Bretagne : « Les Bas-Bretons vinrent en grand nombre ». Le vicomte de Rohan amena 565 hommes d'armes et 320 archers ; le maréchal de Dinan 250 lances et 183 archers. « On put croire un instant que toute la Bretagne allait se ruer sur le château de Pouancé ». « Tout cela dut porter à plus de 6 000 le chiffre des assiégeants, toutes bonnes troupes, bien animées, bien commandées, bien approvisionnées ». Les quantités impressionnantes de matériel dévolues au siège de la place (cf. l'encadré ci-dessous) furent acheminés par plus d'une dizaine de charretiers réquisitionnés pendant quarante jours pour les besoins de la chose.

### Contre-attaque française et poursuite du siège
Dès le 9 janvier, Ambroise de Loré tenta une manœuvre de diversion avec une partie de la garnison de la Guerche et attaqua le manoir du Plessis-Guérif, à Piré, qui appartenait à Jacques Bonenfant, chambellan de Jean V. La compagnie de George Riguemen y était installée. L'attaque surprise tua George Bonenfant, frère de Jacques et laissa George Riguemen blessé, qui perdit presque toute sa compagnie. Les Anglais furent faits prisonniers et le château pillé et brûlé. Le duc entra alors dans une grande fureur.
Les garnisons stationnées dans les villes de La Guerche, de Craon et de Château-Gontier relevaient de l'autorité du duc d'Alençon. Elles se joignirent aux combats par de nombreuses escarmouches victorieuses contre les compagnies ennemies.
Le duc d'Alençon se mit alors à chercher du soutien. Il en reçut notamment de la part du duc de Bourbon et de certains autres seigneurs alliés, qui lui envoyèrent deux mille hommes d'armes auxquels se joignit la garnison de Château-Gontier. Avec ces troupes, il se crut en mesure de briser le siège de Pouancé. Le duc de Bretagne, ayant eu vent de ce projet, fit venir des troupes supplémentaires de Marcillé et de Châteaubriant. Lorsque les Français parurent à la vue de la ville assiégée, ils furent repoussés et poursuivis. Selon Barante, le contingent bourbonnais était envoyé par la duchesse Marie de Berry qui gouvernait au nom de son époux captif en Angleterre, et commandé par le bâtard de Bourbon,.
La conduite du siège par les Anglais et Bretons s'intensifia : « On travailloit à saper et miner la place ». « Les Bretons et les Anglois faisoient mines et autres approches ». Pour ces travaux, le connétable de Richemont fit venir un Breton, Jean Moraud, pour réaliser les travaux d'approches consistant à améliorer l'efficacité de l'artillerie. Assgely, capitaine anglais, parent de Riguemen, conduisait les travaux de mines et de sapes des murailles.

### Négociations et levée du siège
Comme le siège avançait et le nombre de Bretons augmentait chaque jour, le connétable de Richemont, pressentant la chute de la ville, s'inquiéta de la sécurité des nobles femmes restées dans la forteresse, dont sa sœur, Marie de Bretagne, mère de Jean II, et Jeanne d'Orléans, la femme de son neveu. Surtout, ayant fait le choix du parti du roi de France, il appréciait peu de se battre aux côtés des Anglais et ne voyait pas d'un bon œil ceux-ci s'emparer de la « bonne place » de Pouancé.
Il chargea un gentilhomme de Pouancé, Guillaume de Saint-Aubin, d'aller informer Ambroise de Loré à La Guerche que la situation devenait précaire et de lui demander de porter l'information au duc d'Alençon. Loré alla trouver le duc, le résolut à négocier, puis, ayant pu obtenir un sauf-conduit du connétable de Richemont, se rendit à Châteaubriant le 19 février où il remit à Jean V une « fort respectueuse, » lettre d'excuse de son neveu.
La paix fut négociée par la médiation du connétable de Richemont et du comte d'Étampes. Le siège de Pouancé fut levé aux environs du 22 février. À la demande de Jean V, le duc d'Alençon libéra Jean de Malestroit et tous les prisonniers anglais et bretons, s'engagea à livrer la place de la Guerche en caution et à payer une amende de 50 000 livres de dommages et intérêts. Le duc de Bretagne s'engagea, de son côté, à rendre la Guerche à son neveu un an plus tard et à payer le restant de la dot de la duchesse d'Alençon, soit 15 000 livres. Il dut également dédommager les Anglais, « très mortifiés de cet accommodement sur lequel on ne les avait point consultés ».

### Sources primaires
- Jean Chartier, Chronique de Charles VII, roi de France : nouvelle édition, revue sur les manuscrits, suivie de divers fragments inédits, publiée avec notes, notices et éclaircissements par Vallet de Viriville, t. I, Paris, Pierre Jannet, 1858, 271 p. (lire en ligne).
- Mémoires historiques sur la ville d'Alençon et sur ses seigneurs : précédés d'une dissertation sur les peuples qui ont habité anciennement le Duché d'Alençon & le Comté du Perche, & sur l'état ancien de ces pays, tome 2, Pierre Joseph Odolant-Desnos, 1787, [lire en ligne]

### Sources secondaires
- Revue de l'Anjou et de Maine et Loire, tome 2, 1853, [lire en ligne]
- Histoire de Pouancé et des environs, Henri Godivier, édition de 1988 (édition originale de 1906).
- À travers l’histoire, au pays de Pouancé, Alain Racineux, 1983.
- René Cintré, Les marches de Bretagne au Moyen Âge : économie, guerre et société en pays de frontière, XIVe et XVe siècles, Pornichet, Éditions Jean-Marie Pierre, 1992, 238 p. (ISBN 2-903999-11-2).
- Peuplement, pouvoir et paysage sur la marche Anjou-Bretagne, Jean-Claude Meuret ; Société d’archéologie et d’histoire de la Mayenne, 1993.
- Que sais-je ? Histoire de l'Anjou, Jean-Louis Ormières, 1998.
- L'art de la guerre au Moyen Âge, Renaud Beffeyte, 2007.